# Detmar Kurig
Detmar Kurig (* 1966 in Geilenkirchen) ist ein deutscher Kontrabassist und Hochschullehrer. 

## Leben und Wirken
Nach seiner Schulzeit studierte Detmar Kurig Kontrabass an der Hochschule für Musik und Darstellende Kunst Frankfurt am Main, der Universität der Künste Berlin und der Akademie der Künste Arnheim. Er war Meisterschüler von Ludwig Streicher und Gary Karr. 
In der Folgezeit verstärkte Kurig als Kontrabassist unter anderem das WDR Sinfonieorchester Köln und war fünf Jahre lang Solobassist der Bochumer Symphoniker. Von 2001 bis 2011 war  Kurig Mitglied des SWR Sinfonieorchester Baden-Baden und Freiburg. 
Seit dem Jahre 2000 ist Kurig vermehrt auch als Solist zu hören. Speziell mit der japanischen Pianistin Tomone Yazaki gab er bereits über 100 Konzerte in Europa und Japan. Kurig spielte mit ihr bisher auch vier CD-Aufnahmen ein. Er beteiligt sich bevorzugt an Projekten mit improvisierter Musik und nahm dazu unter anderem CDs mit dem Bassisten Glen Moore auf. Darüber hinaus erhielt er Einladungen zu solistischen Auftritten wie beispielsweise mit dem Rheinischen und dem Dortmunder Kammerorchester.
Nachdem Kurig bereits während des Studiums an der Dortmunder Abteilung der Hochschule für Musik Detmold erste Lehrtätigkeiten übernommen hatte, erhielt er 1997 eine Dozentenstelle an der Hochschule für Musik und Tanz Köln (Standort Aachen), wo man ihn 2003 auch zum Professor ernannte. Darüber hinaus ist Kurig seit 2007 zusätzlich Professor an der Robert Schumann Hochschule Düsseldorf, seit 2011 auch Professor an der Hochschule für Musik Trossingen.

## Diskographie (Auswahl)
- Detmar Kurig & Glenn Moore: Album Home, Laska records 2005
- Die verlangsamte Zeit, Laska records, 2005
- Detmar Kurig & Tomone Yazaki: Sonaten für Kontrabass und Klavier, Laska records, 2006